# The long morrow
The long morrow es el 132do episodio de la serie de televisión norteamericana Gilmore Girls.

## Resumen del episodio
Luego de haberse acostado con Christopher, Lorelai regresa a casa y recibe la visita de Luke, quien le dice que quiere conversar, pero ella contesta que ya hablaron anoche y todo se ha acabado entre ellos; Rory recibe un obsequio de Logan, un cohete, al que no le encuentra el significado, pero luego de investigar logra entenderlo. Lorelai le cuenta a Sookie de su rompimiento con Luke, y también a Rory; ante las preguntas de su hija decide que no hablará del tema, y Rory está de acuerdo, pues se siente un poco sola desde que Logan se había ido a Londres y tampoco quería hablar mucho de ello. Las chicas Gilmore deciden pasar la tarde jugando raquetball, aunque no les va muy bien. En tanto, Taylor decide probar un nuevo sistema para detectar a los infractores de tránsito. Para la demostración, Kirk conducirá un auto, que termina estrellándolo contra el restaurante de Luke, que felizmente estaba libre de clientes; Christopher llama a Lorelai pero ella deja muy en claro que lo mejor es que no vuelvan a verse. Rory habla con Logan para ir a verlo, pero él le dice que ya tiene un plan para pasar la Navidad con ella en Europa. Y Luke visita una vez más a Lorelai y le dice que está dispuesto a casarse ese mismo día con ella, pero Lorelai le confiesa que se acostó con Christopher y así Luke se va muy molesto.

## Curiosidades
- Taylor afirma que la cámara toma 3 fotos, pero cuando Kirk se pasa la luz roja la cámara dispara 4 veces.
- Mientras Kirk conduce el auto thunderbird de Taylor, unos autos estacionados detrás de él aparecen y desaparecen.

- Datos: Q5393710